# Наджи

Наджи (ဏကြီး большая на) — ဏ на, 15-я буква бирманского алфавита, без огласовки обозначает носовой звук n как в английском not. Вместе с согласными ဋ, ဌ, ဍ и ဎ относится к классу ретрофлексных согласных, которые встречаются только в словах из пали, в том числе в числительных. В сингальских палийских текстах соответствует букве мурддхаджа наянна, в тайских палийских текстах соответствует букве нонен (саманера), в кхмерском пали соответствует букве на — .
В бирманском алфавите не все согласные могут сочетаться со всеми, с ဏ сочетается аспирированый ဟ (h), что записывается с помощью стандатрного для ဟ подстрочного знака ှ : ဏ + ှ = ဏှ (hna).
ဍ сочетается с ဏ поворачиваясь на 90 градусов: ဏ + ္ + ဍ = ဏ္ဍ .
ဌ сочетается с ဏ поворачиваясь на 90 градусов: ဏ + ္ + ဌ = ဏ္ဌ .
Оконечное n без огласовки записывается с помощью надстрочного знака вирама: ဏ + ် = ဏ် .
Символ юникода U+100F.